# Guanartemato de Telde
El Guanartemato de Telde fue uno de los dos guanartematos aborígenes que se fundaron en la isla de Canaria (Gran Canaria) en 1405 tras la muerte de Artemi Semidán, y hasta la conquista europea de la isla en 1483.

## Historia
El guanartemato de Telde tenía su sede del poder político en la Vega de Telde, en torno a la actual ciudad homónima. Su último guanarteme fue Bentagoyhe, que gobernó entre los años de 1461 a 1476, muriendo víctima de una epidemia que afectó a la isla.

## Extensión
El guanartemato ocupaba todo el sector sureste de la isla, y posiblemente sus límites con el guanartemato de Gáldar estarían en el barranco Guiniguada y el Barranco de Arguineguín, según Abreu Galindo.Según Juan Álvarez Delgado ascendería desde la desembocadura del barranco de Tenoya hasta la zona de Las Lagunetas y el Roque Nublo, en la cumbre de la isla, continuando luego por el monte de Pajonales para descender por el barranco de Tasarte o por el de Mogán.

### Asentamientos
Las poblaciones más importantes dentro del guanartemato eran:
- Telde (ciudad-capital)
- Cuatro Puertas (santuario)
- Tufia
- Agüimes
- Arinaga
- Tunte

## Economía
Las principales actividades económicas fueron:
- Agricultura de secano: fue fundamentalmente cerealista, cultivándose cebada[4] y trigo.[5] Otros cultivos no menos importantes fueron las arvejas y las lentejas.[6] Uno de los usos principales de estas últimas y de los cereales era la elaboración del tradicional gofio.
- La recolección de especies silvestres, tales como: yoyas, brevas e higos, támaras y otros tipos de frutos de temporada, completaba la dieta de vegetales.
- Ganadería: consistía principalmente en la caprina y ovina, existiendo en menor medida la porcina. De estos animales se extraían productos alimenticios (leche, mantequilla, queso y cárnicos) y materias primas para la elaboración de manufacturas y utensilios (pieles, huesos, etc.).[7]

- Pesca: en la costa se explotaron los recursos marinos, recogiendo lapas y burgaos, cazando pulpos y morenas, y pescando cerca de la costa.[8]
- Apicultura: una más de las actividades económicas desempeñadas por este pueblo, gracias a la mansedumbre de la abeja negra canaria.[9]